# کارکنان (فیلم ۱۹۴۱)
کارکنان (انگلیسی: Manpower) فیلمی در ژانر جنایی و درام به کارگردانی رائول والش است که در سال ۱۹۴۱ منتشر شد.

## بازیگران
- ادوارد جی. رابینسون
- مارلنه دیتریش
- جرج رفت
- آلن هیل
- فرانک مک‌هیو
- ایو آردن
- بارتون مک‌لین
- والتر کتلت
- وارد باند
- نلا واکر
- آلن هیل
- فی امرسون
- گلن کاوندر
- جویس کامپتون
- چستر کلوت
- فرد گراهام
- چارلز سالیوان